# Сайчук Андрій Анатолійович
Андрі́й Сайчу́к (2 лютого 1976, Томська область) — український журналіст та телеведучий.

## Життєпис
Народився 2 лютого 1976 року в селі Кожевніково Томської області. Закінчив Львівський національний університет імені Івана Франка, філософський факультет.
Починав журналістську кар'єру як музичний і літературний критик «Галас», «Книжник-review». Працював в газеті «Поступ», на «Громадському радіо», «5 каналі», «К-1». До грудня 2009 року працював кореспондентом програми «Подробиці» на каналі Інтер. З грудня 2009 — спеціальний кореспондент каналу ТВі. З вересня 2011 року разом з Юлією Банковою вели програму ранкових новин.
Разом з Юлією Банковою вів програми «Сьогодні. Дайджест» та «Дорогі депутати» на каналі ТВі. Працював на 5 каналі. Був ведучим Громадського телебачення та Першого національного телеканалу. 
З березня 2020 року по 2022 рiк разом з Лейлою Мамедовою ведучий програми «По Факту» на Прямому Каналі.
3 2022 року ведучий каналу Еспресо ТБ.